# Nob

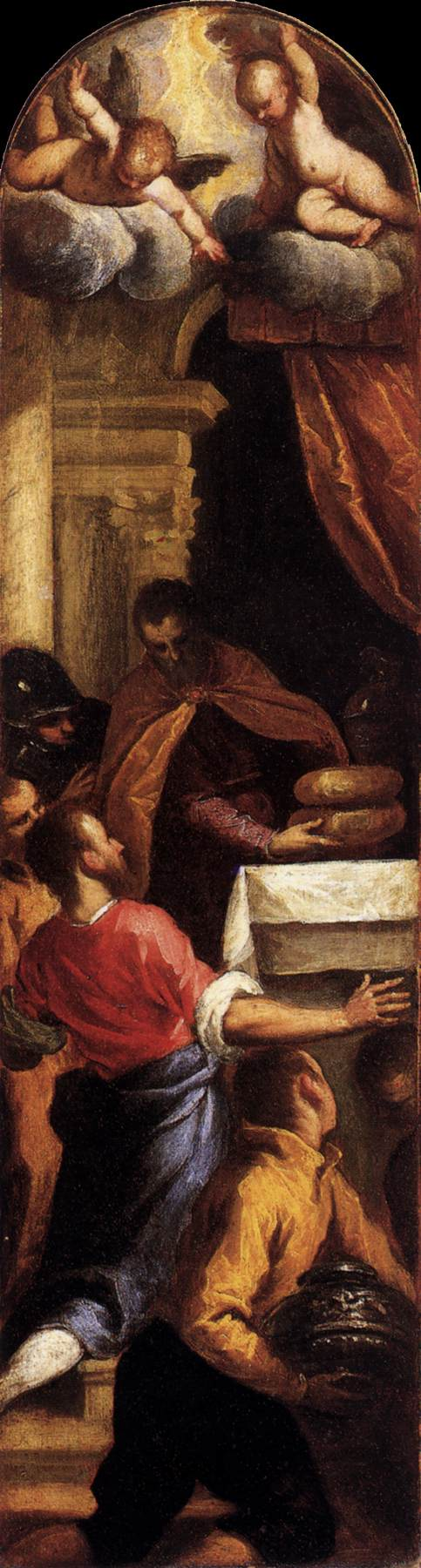
Achimelek oddający Dawidowi chleby pokładne w przybytku w Nob na obrazie Iacopo Nigretiego Dawid i Achimelek, ok. 1590

Nob – miejscowość biblijna w starożytnym Izraelu, wymieniana w Starym Testamencie.
Lokalizacja Nob jest niepewna. Musiało się znajdować w centralnej części wzgórz Judy, na północ od Jerozolimy. Identyfikacja z Ras el-Mesarif na stoku Góry Skopus uznawana jest obecnie za najbardziej trafioną, ze względu na kontakt wzrokowy ze Wzgórzem Świątynnym. Po odejściu w cień sanktuarium w Szilo, ze względu na utracenie Arki Przymierza, najprawdopodobniej w Nob znajdowało się najważniejsze miejsce kultu Bożego − Przybytek (hebr. miszkan). W Nob u kapłana Achimeleka szukał schronienia Dawid uciekający przed Saulem. Za tę pomoc udzieloną młodemu Dawidowi kapłani z Nob i mieszkańcy osady zapłacili życiem. W Nob składano w ofierze chleby pokładne. W sanktuarium przechowywany był miecz Filistyna Goliata pokonanego wcześniej przez Dawida.
Nob wymienia również Księga Izajasza w rozdz. 10. w poetyckim opisie najazdu Asyryjczyków na Judę i Jerozolimę od północy. Księga Nehemiasza wymienia jego ponowne zasiedlenie przez członków plemienia Beniamina po powrocie z niewoli babilońskiej.
W przepowiadaniu Jezusa istnieje odniesienie do wydarzeń z historii króla Dawida, które miały miejsce w Nob. W odpowiedzi danej faryzeuszom na zarzut łamania prawa mojżeszowego poprzez łuskanie kłosów w szabat przez apostołów, Chrystus odwołał się do opisanej w Pierwszej Księdze Samuela sceny oddania chlebów pokładnych na potrzeby Dawida i jego towarzyszy w przybytku w Nob.